# Domașnea
Domașnea é uma comuna romena localizada no distrito de Caraș-Severin, na região de Banato. A comuna possui uma área de 54.09 km² e sua população era de 1399 habitantes segundo o censo de 2007.